# Yuan Shu
Yuan Shu (155 - juillet 199) fut un seigneur de la guerre de la fin de la dynastie chinoise des Han et de la période des Trois Royaumes, ainsi que le préfet de Nanyang. Il était également le jeune cousin ou le demi-frère de Yuan Shao. 

## Carrière
Après la mort de He Jin, il conduisit une troupe pour aller massacrer les eunuques. Il participa plus tard à une alliance contre Dong Zhuo menée par Yuan Shao. Après la dissolution de cette alliance, il ne fut plus jamais en bons termes avec Yuan Shao, jusqu'à sa mort. 
Il s'enfuit alors à Shouchun (aujourd'hui Shouxian, dans la province d'Anhui), après avoir subi des défaites répétées face aux armées réunies de Cao Cao et de Yuan Shao.
Il reçut le sceau impérial de la part de Sun Ce en échange d'un prêt de soldats. Avec le sceau en sa possession il s'auto-proclama Empereur. Cette action audacieuse fit de lui la cible des autres seigneurs de la guerre. Son mode de vie extravagant et son arrogance furent la cause de la désertion de nombre de ses officiers. La défection qui s'avéra la plus dévastatrice - à la fois à titre personnel pour Yuan Shu, et pour l'état de ses forces - fut celle de Sun Ce, qui avait récemment conquis la plus grande partie du Jiangdong sous la bannière de Yuan Shu.
À la suite de retentissantes défaites face aux armées de Cao Cao, de Liu Bei et de Lü Bu, Yuan Shu chercha à s'enfuir vers le nord pour se joindre à Yuan Shao. Ce dernier lui envoya son fils, Yuan Tan, pour chercher à aider Yuan Shu. Cependant, une alliance entre Yuan Shu et Yuan Shao, qui se détestaient cordialement depuis si longtemps, ne devait jamais avoir lieu, car Yuan Tan arriva trop tard, et les forces de Yuan Shu furent décimées par l'armée de Liu Bei. Yuan Shu mourut peu après, de chagrin dirent certains. 